# 竹田真恋人
竹田 真恋人（たけだ まこと、1990年12月17日 - ）は、日本の元タレント、元女優。血液型A型。身長169cm。
名前は本名である。父親が真の恋をする人になってほしいという理由でつけた。

## 来歴・人物
東京都出身。2002年に瀬川おんぷ役でおジャ魔女kidsのメンバーとして活動し注目を集める。かつてはキリンプロに所属していたが、2005年から一旦活動を休止し、その後スターダストプロモーションに移籍。キューティーハニーTHE LIVEでは3人目のハニー「シスターユキ」を演じた。
その後、プライベートサロン「Cast78」のスタッフとして勤務する傍ら、舞台にも出演。
スターダストプロモーション退所後は結婚し、2012年3月10日には双子を出産。その後の芸能活動は不明。

## 出演作品

### テレビドラマ
- ほんとにあった怖い話（2004年11月22日、フジテレビ）
- キューティーハニー THE LIVE（2007年10月-2008年3月、テレビ東京） - 剣持ユキ 役

### CM
- カルピス（2002年）
- 森永乳業 エスキモーPino（2003年）

### バラエティ
- U-15.F スキにさせて!（2003年、テレビ東京）
- シブスタ S.B.S.T（2004年-2005年、テレビ東京） - フェロモン中学生

### 舞台
- おジャ魔女Kids X'masスペシャルステージ（2002年12月）
- ソラリスの謎（2004年1月）
- あの晩、星が教えてくれた（2004年1月）
- COCOSMILE3（2004年8月）

### PV
- 岡本真夜 / Dear…（2002年3月13日、徳間ジャパンコミュニケーションズ）

## 出版物

### 写真集
- True Heart（2004年7月、心交社 撮影：荒木秀明） ISBN 978-4778100162

### DVD
- 真恋人とデート♥（2004年7月9日、販売元：VU、収録時間：50分） SCDV-10121